# Maux
Maux ist eine französische Gemeinde mit 146 Einwohnern (Stand 1. Januar 2022) im  Département Nièvre in der Region Bourgogne-Franche-Comté (vor 2016 Bourgogne). Sie gehört zum Arrondissement Château-Chinon (Ville) und zum Kanton Luzy (bis 2015 Moulins-Engilbert).

## Geographie
Maux liegt etwa 55 Kilometer ostnordöstlich von Nevers am Rande des Morvan. Umgeben wird Maux von den Nachbargemeinden Chougny im Norden und Nordwesten, Saint-Péreuse im Norden und Osten, Sermages im Osten und Südosten, Moulins-Engilbert im Süden und Südosten, Limanton im Süden, Brinay im Südwesten sowie Tamnay-en-Bazois im Westen und Nordwesten.

## Bevölkerungsentwicklung
| Jahr                       | 1962 | 1968 | 1975 | 1982 | 1990 | 1999 | 2006 | 2011 | 2016 |
| -------------------------- | ---- | ---- | ---- | ---- | ---- | ---- | ---- | ---- | ---- |
| Einwohner                  | 247  | 253  | 223  | 165  | 167  | 148  | 143  | 137  | 140  |
| Quellen: Cassini und INSEE |      |      |      |      |      |      |      |      |      |

## Sehenswürdigkeiten
- Kirche Saint-Michel
- Burgruine Champdioux aus dem 13. Jahrhundert
- Schloss Abon aus dem 19. Jahrhundert